# Juozapas Tartilas
Juozapas Tartilas (* 9. Februar 1940 in Padbuožė, Rajongemeinde Utena) ist ein litauischer Ingenieur und Professor, Politiker.

## Leben
Nach dem Abitur 1957 an der 1. Mittelschule Utena absolvierte er das Studium 1962 am Kauno politechnikos institutas und 1986 promovierte. Ab 1992 lehrte er an der Kauno technologijos universitetas, ab 1997 an der Vilniaus Gedimino technikos universitetas, am Lehrstuhl für Arbeitsrecht und soziale Sicherheit an der Rechtsfakultät der Mykolo Romerio universitetas. Seit 2006 ist er Professor. Er lehrt auch am Kollegium Utena.
Von 1992 bis 1996 war er Mitglied von Seimas.